# 马城站
马城地铁站（英語：Turf City MRT station，代號CR14）是一个未来的新加坡地铁跨岛线的地下车站，位于武吉知马规划区的旧马场地下。

## 历史
马城地铁站在2022年9月20日正式作为跨岛线第二期对外公布。工程将在2023年开工，并在2032年完工。